# Pünte (Schiffstyp)

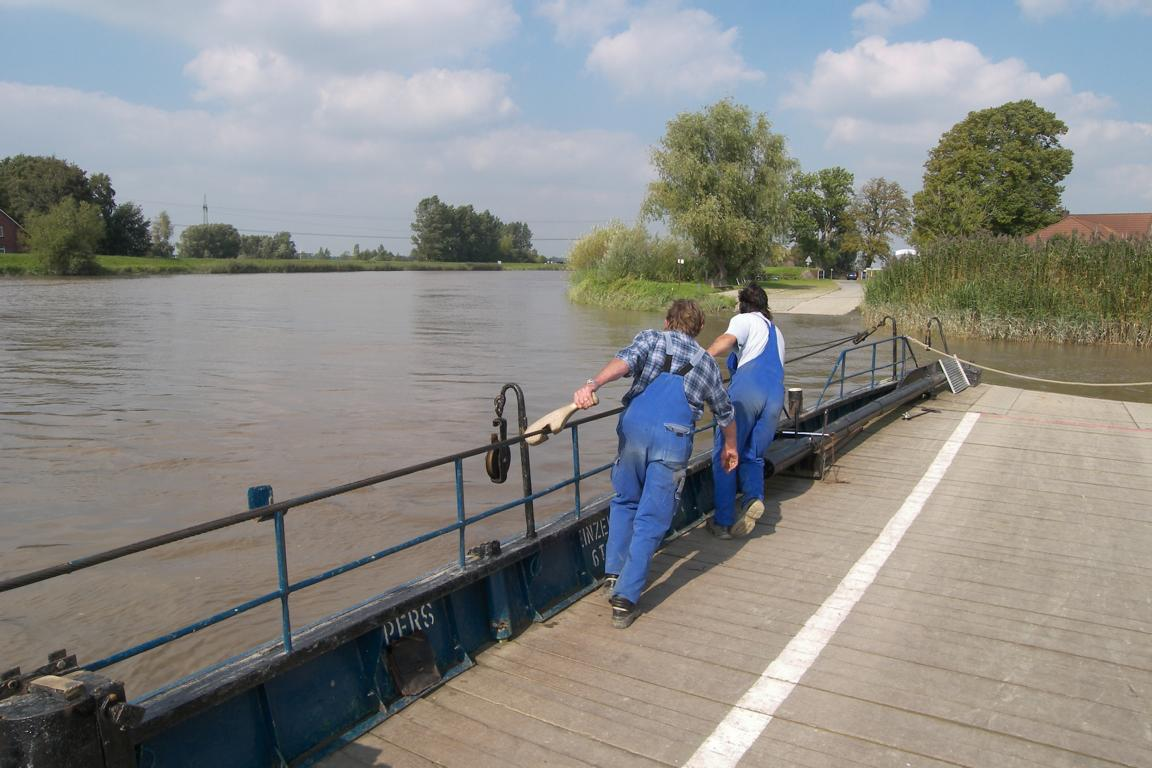
Die Pünte von Wiltshausen bei Leer in Ostfriesland

Emspünte auf dem Wappen von Greven

Eine Pünte ist ein Schiff ohne Motorantrieb und damit ein spezieller Prahm. Es wird von Menschenhand mit einer Kurbel oder von Pferden vom Ufer aus durch das Wasser gezogen. Heute werden Pünten fast ausschließlich als Fähren eingesetzt.

## Geschichte
Pünten wurden aus Holz gebaut. Der Boden war flach, die Bordwand neigte sich nur leicht nach außen. Pünten waren oft mit einem Segel versehen, das jedoch für das Vorankommen alleine meist nicht ausreichte, so dass vielfach getreidelt wurde. Hierfür wurde ein Pferd an Bord mitgeführt, das vor den Strecken, an denen getreidelt werden musste, an Land geführt wurde.

## Pünten heute
Nach Jahrhunderten des Niedergangs sind in Ostfriesland, dem Emsland und in der niederländischen Provinz Drenthe inzwischen wieder einige Pünten in Betrieb:
- So verkehrt die Leher Pünte, bei der es sich um die einzige seilgebundene Fähre über die schiffbare Ems handelt, bei Lehe.[2]
- Beim Großen Meer in der ostfriesischen Gemeinde Südbrookmerland sind im Verlauf eines Radweges an zwei Stellen Pünten eingerichtet worden.[3]
- In Loquard, in der Gemeinde Krummhörn, ist ebenfalls eine Pünte als Verbindung zwischen Loquard und Wybelsum über das Knockster Tief in Betrieb.
- Eine Kurbelpünte quert das Norder Tief in Höhe von Neuwesteel[4].
- In der niederländischen Provinz Drenthe verkehrt die Pünte Johannes Veldkamp, bei der es sich um eine restaurierte historische Pünte aus dem Jahr 1907 handelt.[5]

Die älteste noch in Betrieb befindliche handgezogene Fähre Mitteleuropas ist die Pünte in Wiltshausen, welche die Jümme an der Mündung in die Leda überquert.